# Gorjup
Gorjup je 151. najbolj pogost priimek v Sloveniji, ki ga je po podatkih Statističnega urada Republike Slovenije na dan 1. januarja 2010 uporabljalo 1.069 oseb.

## Znani nosilci priimka
- Ada Gorjup, novinarka
- Albina (Binca) Gorjup (1889—1976), gledališka igralka
- Alojz Gorjup (1850—1912), prosvetni delavec in politik
- Anica Gorjup, "zadnja sloveska čarovnica"
- Anton Gorjup (1812—1883), politik
- Boris Gorjup, podpolkovnik SV
- Boštjan Gorjup, gospodarstvenik, predsednik Gospodarske zbornice Slovenije
- Branko Gorjup (1933—2017), gospodarstvenik
- Branko Gorjup (*1944), hrvaški literarni zgodovinar, filolog, prevajalec
- Dušan Gorjup (1935—2021), arhitekt
- Franc Gorjup (1877—1946), hotelir in politik
- France Gorjup (*1939), dr. cerkvenega prava, župnik na Barju
- Ivan Gorjup (1859—1936), gospodarstvenik in politik
- Ivan Gorjup (1914—1999), partizan prvoborec, družbenopolitični delavec
- Ivan Gorjup, pravnik, odvetnik v Mariboru
- Jože Gorjup (1907—1932), slikar, grafik in kipar
- Maja Gorjup (*1973), atletinja
- Mateja Gorjup, pevka
- Mitja Gorjup (1943—1977), novinar, urednik, politik
- Mojca Gorjup Kavčič (*1979), vodja Geoparka Idrija
- Pashal (Franc) Gorjup (1933—2021), frančiškanski pater, mdr. gvardijan na Sveti gori
- Peter Veri Gorjup, kitarist
- Simon Gorjup, častnik
- Rudi Gorjup (1915—2001), slikar in ilustrator
- Stane Gorjup, slikar, kipar, vrtnar eksotike – kaktusov in bonsajev
- Tine Gorjup (1909—1991), slikar
- Tomaž Gorjup (*1950), slikar, profesor PEF UL
- Vida Gorjup Posinković (*1953), novinarka, prevajalka, publicistka, urednica
- Vojka Gorjup, specialistka interne in intenzivne medicine, dr. zn.
- Vojko Gorjup, častnik SV